# Kreuzschlepper (Seubrigshausen)

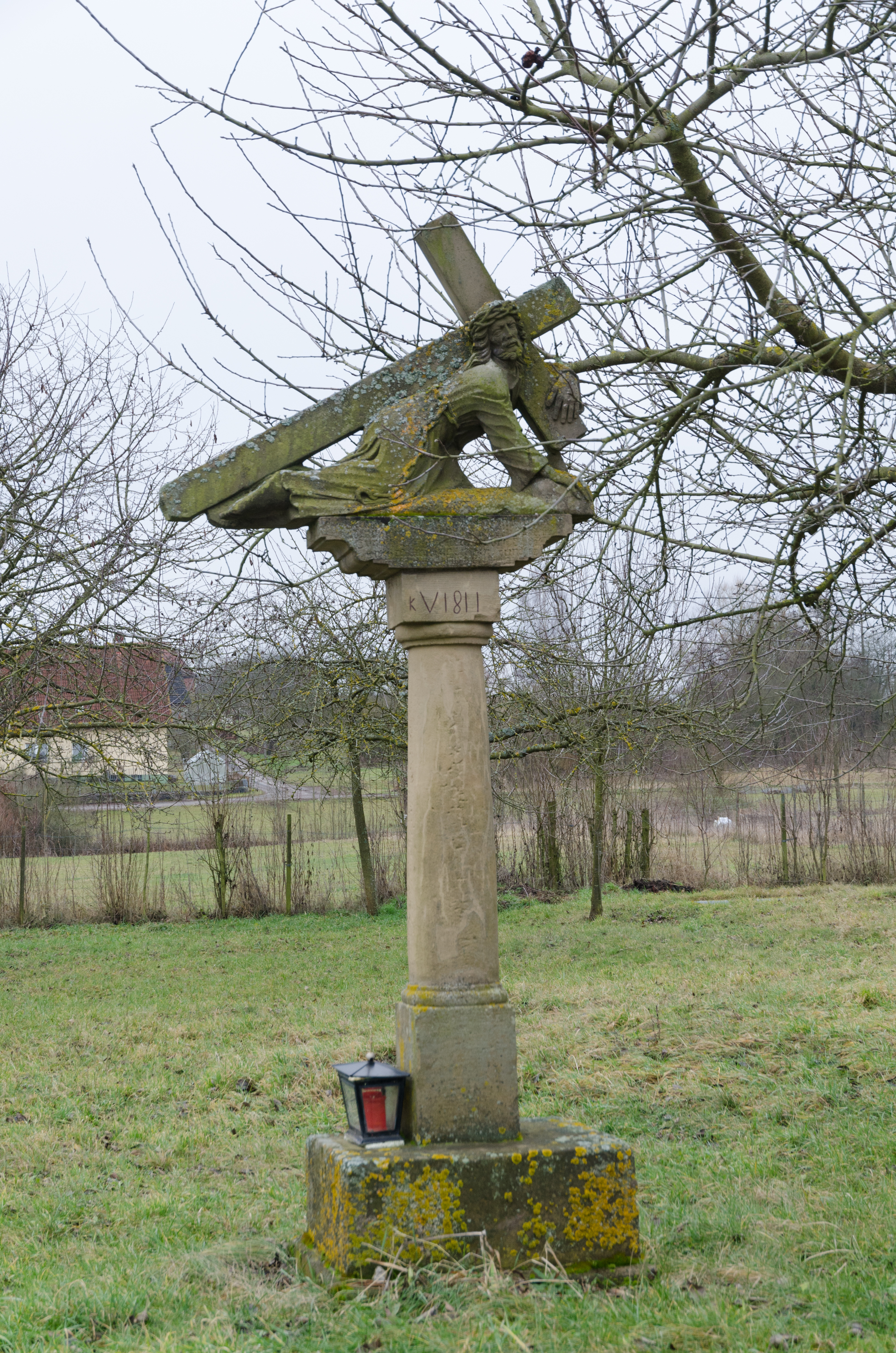
Kreuzschlepper in Seubrigshausen, Nähe Thundorfer Weg.

Der Kreuzschlepper Nähe Thundorfer Weg befindet sich in Seubrigshausen, einem Gemeindeteil von Münnerstadt, einer Stadt im unterfränkischen Landkreis Bad Kissingen, in der Nähe des Thundorfer Wegs. Er gehört zu den Münnerstädter Baudenkmälern und ist unter der Nummer D-6-72-135-212 in der Bayerischen Denkmalliste registriert.

## Geschichte
Der Kreuzschlepper besteht aus Sandstein und entstand im Jahr 1811.
Die quadratische Sockelplatte und die darauf stehende Rundsäule mit blockhaftem Fuß- und Kopfteil messen zusammen 175 cm.
Die Gestalt des kreuztragenden Heilands ruht auf einem 74 cm breiten gegliederten Sandsteinblock, auf dem folgender Text steht:

„Oh mensch steh still undt schau mich an

gedenck waß hab vor dir gedahn,

daß deine Sünd seind Schuldt daran

daß ich daß schwehre Creutz getragen und er.....

.....(wahrscheinlich: litten viele Plag)“

Darunter steht auf dem Blockkapitell der Säule "KV 1811".